# Меса-Верде (Каліфорнія)
Меса-Верде (англ. Mesa Verde) — переписна місцевість (CDP) в США, в окрузі Ріверсайд штату Каліфорнія. Населення — 766 осіб (2020).

## Географія
Меса-Верде розташована за координатами 33°35′45″ пн. ш. 114°43′54″ зх. д. / 33.59583° пн. ш. 114.73167° зх. д. (33.595774, -114.731755).  За даними Бюро перепису населення США в 2010 році переписна місцевість мала площу 11,24 км², уся площа — суходіл.

## Демографія
Згідно з переписом 2010 року, у переписній місцевості мешкали 1023 особи в 312 домогосподарствах у складі 243 родин. Густота населення становила 91 особа/км².  Було 360 помешкань (32/км²).
Расовий склад населення:
| - 57,6 % — білих - 0,9 % — корінних американців - 0,8 % — чорних або афроамериканців - 0,4 % — азіатів - 0,1 % — вихідців з тихоокеанських островів - 36,5 % — осіб інших рас |

До двох чи більше рас належало 3,8 %. Частка іспаномовних становила 69,9 % від усіх жителів.
За віковим діапазоном населення розподілялося таким чином: 32,7 % — особи молодші 18 років, 57,3 % — особи у віці 18—64 років, 10,0 % — особи у віці 65 років та старші. Медіана віку мешканця становила 29,8 року. На 100 осіб жіночої статі у переписній місцевості припадало 110,9 чоловіків;  на 100 жінок у віці від 18 років та старших — 107,2 чоловіків також старших 18 років.
Середній дохід на одне домашнє господарство  становив 39 567 доларів США (медіана — 31 912), а середній дохід на одну сім'ю — 37 888 доларів (медіана — 31 654). За межею бідності перебувало 23,3 % осіб, у тому числі 35,6 % дітей у віці до 18 років та 37,4 % осіб у віці 65 років та старших.
Цивільне працевлаштоване населення становило 255 осіб. Основні галузі зайнятості: освіта, охорона здоров'я та соціальна допомога — 22,7 %, сільське господарство, лісництво, риболовля — 18,4 %, публічна адміністрація — 14,9 %.